# Sonic Firestorm
Sonic Firestorm é o segundo álbum de estúdio da banda inglesa de power metal DragonForce, lançado pela Noise Records da Alemanha em 11 de maio de 2004.[carece de fontes?] Este álbum contém a segunda canção mais longa já gravada pela banda, "Soldiers of the Wasteland" (perdendo apenas pela The Edge of the World) , com 9 minutos e 45 segundos de duração; a segunda maior canção tem um minuto e 29 segundos a menos, chamada "The Last Journey Home", com 8 minutos e 16 segundos, e se encontra no álbum Ultra Beatdown.

## Recepção da crítica
O álbum foi aclamado como o segundo melhor álbum de "Battle Metal" dos últimos 20 anos pela revista especializada britânica Metal Hammer em um artigo comemorativo ao seu 20° aniversário.

## Faixas
| N.º            | Título                           | Compositor(es)                | Duração |  |
| 1.             | "My Spirit Will Go on"           | Theart, Totman                | 7:58    |  |
| 2.             | "Fury of the Storm"              | Totman                        | 6:47    |  |
| 3.             | "Fields of Despair"              | Li, Totman                    | 5:25    |  |
| 4.             | "Dawn Over a New World"          | Totman                        | 5:13    |  |
| 5.             | "Above the Winter Moonlight"     | Pruzhanov, Totman, Li, Theart | 7:30    |  |
| 6.             | "Soldiers of the Wasteland"      | Theart, Totman                | 9:45    |  |
| 7.             | "Prepare for War"                | Li, Theart                    | 6:15    |  |
| 8.             | "Once in a Lifetime"             | Theart, Totman                | 7:45    |  |
| 9.             | "Cry of the Brave" (faixa bônus) | Pruzhanov, Totman, Li, Theart | 5:46    |  |
| Duração total: | Duração total:                   | Duração total:                | 57:38   |  |

- Houve um erro na contra capa do álbum que mostrava a faixa "Once in a Lifetime" com uma duração de 7:15, quando na verdade ela tem 30 segundos a mais.[4]

## Integrantes

### Membros da banda
- ZP Theart – vocal e vocal de apoio
- Herman Li – guitarras e violão
- Sam Totman – guitarras e violão
- Vadim Pruzhanov - teclado, piano e violão
- Adrian Lambert – baixo
- Dave Mackintosh – bateria

### Convidado
- Clive Nolan - vocais de apoio